# Courbe de croissance
Une courbe de croissance est une échelle qui permet de suivre les paramètres de croissance des nourrissons, des enfants et des adolescents. Elle répertorie la courbe de taille, de poids, de périmètre crânien ainsi que l’indice de masse corporelle (IMC).

## Utilisation
Les courbes de croissance sont utilisées par les professionnels de la santé pour savoir si un enfant grandit de façon normale c'est-à-dire présente un développement staturo-pondéral harmonieux.
Des courbes actualisées sont disponibles depuis 2018 pour les enfants métropolitains, réalisées par le CRESS sur une demande de la Direction générale de la Santé.
Les courbes de l’Organisation mondiale de la santé (OMS) avaient été publiées en 2006 (mais peu utilisées en France). Ces courbes se différenciaient à 2–3 mois des anciennes courbes du carnet de santé français.